# قسم دشت عباس الريفي (مقاطعة دهلران)
قسم دشت عباس الريفي (بالفارسية: دهستان دشت عباس) هي منطقة ريفية تقع في Musian District في إيران. يقدر عدد سكانها بـ 8,525 نسمة .